# Jalan Gedang
Jalan Gedang is een bestuurslaag in het regentschap Bengkulu van de provincie Bengkulu, Indonesië. Jalan Gedang telt 6952 inwoners (volkstelling 2010).